# Trans-Siberian Extreme
De Trans-Siberian Extreme is een jaarlijkse wielerwedstrijd die sinds 2015 wordt georganiseerd. De route langs de Trans-Siberische spoorlijn bedraagt bijna 9200 km. Het is daarmee een van de langste wielerwedstrijden ter wereld.
Het aantal deelnemers is relatief klein, vergeleken met minder extreme wielerwedstrijden. Zo startten er 10 deelnemers aan de editie van 2017. Slechts drie van die 10 deelnemers legden de volledige afstand af.
In 2020 en 2021 ging de wedstrijd niet door in verband met de COVID-19 pandemie, in 2022 werd de wedstrijd afgelast in verband met de Russische invasie van Oekraïne.

## Winnaars
- 2015 - Kristof Allegaert -  België[5]
- 2016 - geen renner deed de volledig wedstrijd. Aleksej Sjtsjebelin was de snelste.[6]
- 2017 - Aleksej Sjtsjebelin -  Rusland[7]
- 2018 - Pierre Bischoff -  Duitsland[8][9]